# Pośredni Młynarz
Pośredni Młynarz (słow. Prostredný Mlynár, ok. 2070 m) – turnia w masywie Młynarza w słowackich Tatrach Wysokich. Znajduje się w jego głównej grani. Od północnego wierzchołka Wielkiego Młynarza oddzielona jest Niżnią Młynarzową Przełęczą (ok. 2035 m), a od Młynarzowych Zębów – płytko wciętymi Młynarzowymi Wrótkami (ok. 2035 m).
Na wschód opada z Pośredniego Młynarza urwisty filar o wysokości 200 metrów. Orograficznie lewa, pionowa ściana tego filara ma wystawę północno-wschodnią, silnie ukośną podstawę i wyróżnia się żółtawą barwą skał. Prawa ściana filara opada do głównej gałęzi Młynarzowego Żlebu. Od strony zachodniej, ku Żabiej Dolinie Białczańskiej opada ze szczytu niższa, 40-metrowa ścianka.
Pierwsze odnotowane wejście: Józef Lesiecki i Józef Oppenheim 4 lutego 1914, letnie: Alfréd Grósz, L. Progner i Oskar Zuber 8 lipca 1914.

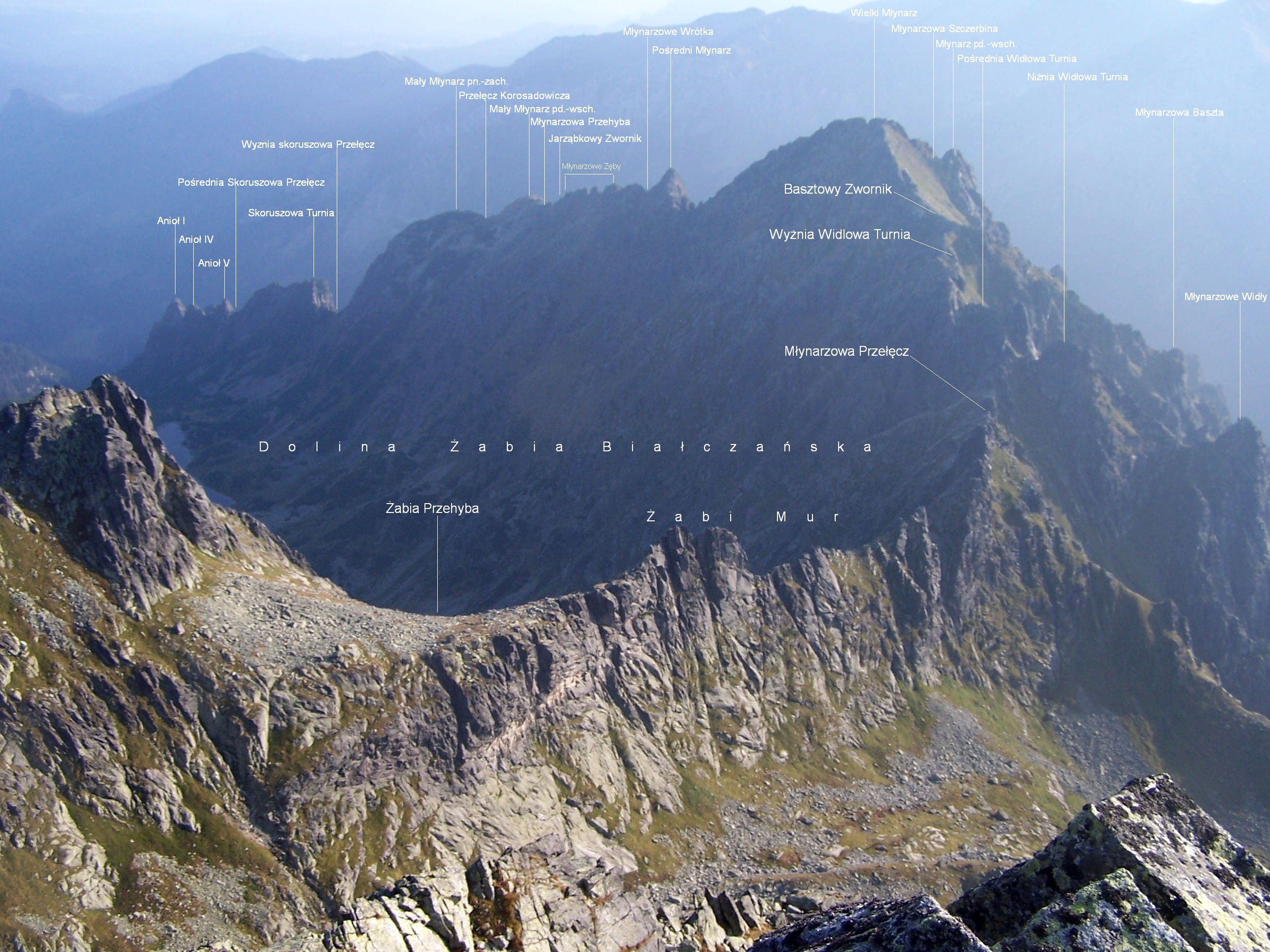
Widok z Niżnich Rysów